# Humulus scandens
Humulus scandens là một loài thực vật có hoa trong họ Cannabaceae. Loài này được (Lour.) Merr. mô tả khoa học đầu tiên năm 1935.